# Stara Huta
Stara Huta [pronunciación en polaco: /ˈstara ˈxuta/] es un pueblo ubicado en el distrito administrativo de Gmina Wola Mysłowska, dentro del Condado de Łuków, Voivodato de Lublin, en Polonia oriental. Se encuentra aproximadamente a 7 kilómetros al sureste de Wola Mysłowska, a 30 kilómetros al suroeste de Łuków, y a 73 kilómetros al noroeste de la capital regional Lublin.